# Chiesa della Beata Vergine del Rosario (Alessandria)
La chiesa della Beata Vergine del Rosario è la parrocchiale di San Giuliano Nuovo, frazione di Alessandria, in provincia e diocesi di Alessandria; fa parte della zona pastorale di Fraschetta-Marengo.

## Storia
La chiesa parrocchiale della Beata Vergine del Rosario di San Giuliano Nuovo venne dedicata nella seconda metà del XVIII secolo.
Negli anni settanta l'edificio fu adeguato alle norme postconciliari mediante l'aggiunta dell'ambone e dell'altare rivolto verso l'assemblea e la risistemazione del fonte battesimale.
Il luogo di culto venne interessato da un intervento di ristrutturazione negli anni 2000.

## Descrizione

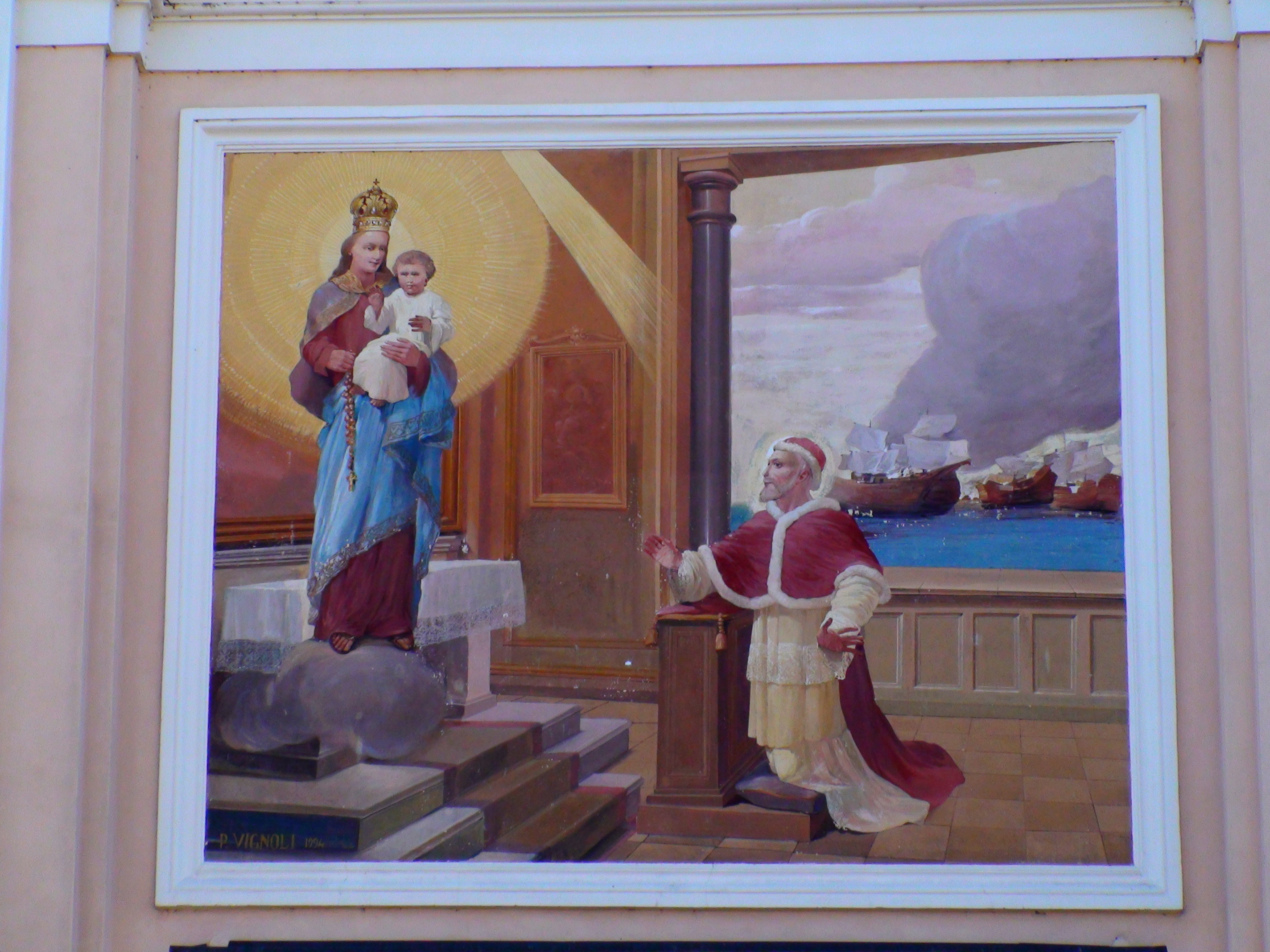
L'affresco che adorna la facciata

### Esterno
La facciata a salienti della chiesa, rivolta a levante, è suddivisa in tre parti: il corpo centrale, scandito da due coppie di lesene sorreggenti la trabeazione con fregio abbellito da metope e triglifi e il timpano, presenta il portale d'ingresso architravato, una sacra raffigurazione e una finestra semicircolare bilobata, mentre le due ali laterali sono caratterizzate dagli ingressi secondari e da due finestre.
Annesso alla parrocchiale è il campanile a base quadrata, la cui cella presenta su ogni lato una monofora ed è coronata dalla piccola guglia.

### Interno
L'interno dell'edificio è suddiviso da pilastri, sorreggenti degli archi a tutto sesto, sopra i quali corre la cornice su cui si imposta la volta, in tre navate, sulle quali si affacciano i bracci del transetto, coperti da volte a vela; al termine dell'aula si sviluppa il presbiterio, rialzato di alcuni gradini e chiuso dall'abside di forma semicircolare.